# Alvania xanthias
Alvania xanthias är en snäckart som först beskrevs av Watson 1886.  Alvania xanthias ingår i släktet Alvania och familjen Rissoidae. Inga underarter finns listade i Catalogue of Life.